# Dinamarca en los Juegos Olímpicos de Seúl 1988
Dinamarca estuvo representada en los Juegos Olímpicos de Seúl 1988 por un total de 78 deportistas que compitieron en 15 deportes.  
La portadora de la bandera en la ceremonia de apertura fue la amazona Anne Grethe Jensen-Törnblad.

## Medallistas
El equipo olímpico danés obtuvo las siguientes medallas:
| Nombre                                  | Deporte           | Competición          |
| --------------------------------------- | ----------------- | -------------------- |
| Oro                                     |                   |                      |
| Dan Frost                               | Ciclismo en pista | Carrera por puntos M |
| Jørgen Bojsen-Møller Christian Grønborg | Vela              | Flying Dutchman M    |
| Plata                                   |                   |                      |
| Benny Nielsen                           | Natación          | 200 m mariposa M     |
| Bronce                                  |                   |                      |
| Jesper Bank Steen Secher Jan Mathiasen  | Vela              | Soling M             |